# Raúl Inostroza
Raúl Inostroza (Raúl Inostroza Donoso; * 10. September 1921; † 1975) war ein chilenischer Mittel- und Langstreckenläufer.
Bei den Leichtathletik-Südamerikameisterschaften gewann er 1941 in Buenos Aires Silber im Crosslauf und Bronze über 5000 m. 1943 in Santiago siegte er über 5000 m sowie im Crosslauf und trug im Mannschaftsrennen über 3000 m mit der schnellsten Zeit zum Sieg des chilenischen Teams bei. 1945 in Montevideo holte er Silber über 5000 m und Bronze im 3000-Meter-Mannschaftsrennen, wobei er die zweitschnellste Zeit in der Einzelwertung lief. 1947 in Rio de Janeiro siegt er erneut über 5000 m. Über 3000 m errang er Silber, über 1500 m Bronze. 1949 in Lima folgte Gold über 3000 m und Silber über 5000 m.
Bei den Panamerikanischen Spielen 1951 in Buenos Aires wurde er Fünfter über 5000 m.
1952 siegte er bei den Südamerikameisterschaften in Buenos Aires über 5000 m und gewann über 10.000 m Silber mit seiner persönlichen Bestzeit von 31:26,9 min. Bei den Olympischen Spielen in Helsinki kam er über 10.000 m auf den 23. Platz; im Marathon erreichte er nicht das Ziel.
1948 gewann er die Corrida Internacional de São Silvestre.